# 麻枝准
麻枝 准（まえだ じゅん、本名：前田 純（読み同じ）、1975年〈昭和50年〉1月3日 - ）は、日本のゲームシナリオライター・脚本家・作詞家・作曲家・音楽プロデューサー。株式会社ビジュアルアーツ執行役員。ビジュアルアーツ傘下のゲームブランドKeyに所属。三重県出身。三重高等学校、中京大学文学部心理学科卒業。ファンからの愛称は、だーまえ。

## 概要
ゲームシナリオライター、作詞・作曲家として『Key』を人気ブランドにした立役者の1人であり、“泣きゲー”のカリスマとして知られる。
近年はTVアニメや漫画の原作、コンセプトアルバム制作、小説執筆など幅広い活動を行っている。

## 来歴

### 就職活動以前
『暗黒城の魔術師』や『ドラゴンの洞窟』などのゲームブックに親しむ。小学生の時からオリジナルのゲームブック作成などの創作活動を始める。学級新聞を作っても必ず小説を掲載したという。小学6年の頃、グイン・サーガと出会い以降栗本薫作品を愛読する。中学時代にはカセットテープでドラマCDのようなものを作っていた。また、友人に勧められたTM NETWORKに熱中する。もともと『マイコンBASICマガジン』の読者だったが、古代祐三によるゲーム音楽を再現する連載が始まり、MMLによる打ち込みを始める。高校時代にレコンポーザとローランドのCM-32Lを用いた作曲を開始する。三重高等学校入学時は学年トップの成績だったが、麻枝いわく、音楽にどっぷりハマっていたため、ほとんど勉強はせず、その結果学年10位にまで順位が下がったが、中京大学の成績優秀者への推薦入学枠にはなんとか滑り込み、受験せずに大学に入学した。大学時代は角川書店の『ザ・スニーカー』の小説コンテストや誌上トライアルコーナーにずっと応募するもいつも佳作止まりだった。また、卒業論文の共同執筆者から影響を受け、テクノを聞き始める。同時期には、現在も親交の深いという、友人の中川と共にTM NETWORKのフォロワー的アルバムを作ることを目的としたユニット「KIMELLA（キメラ）」や、同心理学科の吉田とのユニット「Sailing Ships」等を発足し、活動していた。

### 就職活動-scoop入社
大学時代は「ピコピコ」で名前が通っていたため、当初の就職活動もゲーム音楽を手掛けることを希望し、サウンド・クリエイターとしてカプコンなど10社ほどで入社選考を受けたが全て落選し、就職先が決まらないまま夏休みを迎え、シナリオライターへの転向を決意。当時、コンシューマーはシナリオライターの未経験者採用を行っていなかったため、アダルトゲームの会社に狙いを絞り、大手のチャンピオンソフト（アリスソフト）とscoopの内定を得る。アリスソフトが第一志望であったものの生存競争に生き残ることは難しいと判断し、scoopへ入社する。しかし結局scoopの環境は肌に合わず、『カオスQUEEN遼子』のシナリオを完成させた直後に退社する。

### Tactics入社-Key設立
scoop退社後、当時ではさらにマイナーメーカーであったネクストン（ブランド名はTactics）に入社。『MOON.』、『ONE 〜輝く季節へ〜』 のシナリオ・音楽を制作した。しかし、当時のネット上でもう一人のシナリオライターの久弥直樹と比較され、「外れライター」扱いされたことにショックを受ける。実際はニッチ（≒コア）な層からの評価を得ていたのだが、人気＝高評価者の人数という観点では差があった。その後、会社との考え方の相違もあってTacticsを退社し、同僚の樋上いたるの紹介でビジュアルアーツへ移籍するとともに、新ブランドのKeyを設立する。このとき、いたるを含む開発チームの大部分のメンバーを引き連れており、「メンバーに悪いことをしたからには、成功せねばならないと責任を感じた」と後年語っている。

### Key設立後
ビジュアルアーツ移籍後は、企画者、シナリオライター、作詞家、作曲家（Key名義）として活動する。涼元悠一が企画・シナリオを手がけた『planetarian 〜ちいさなほしのゆめ〜』を除き、1999年に発売した第1作『Kanon』から、第7作『リトルバスターズ! エクスタシー』まで第一線で活動し続けた。10年近く制作現場の中核的位置にいたことから、実質的なKeyの代表とみなされるようになっている。
しかし、必ずしも麻枝が「Key」というブランドに固執していたわけではない。『Kanon』発売直後においては、『ONE 〜輝く季節へ〜』と同様に久弥直樹の人気の高さに勝てなかったと感じていたため、Keyを辞める意向をビジュアルアーツの社長である馬場隆博に伝えている。しかし、久弥の個人的都合による退社でKeyへの一時的な残留が決定。一作限りということで、第2作『AIR』の企画、執筆を行った。だが、『AIR』完成時には新ブランド設立時の相方となるはずだったイラストレーターと縁が切れており、以降もKeyに残留することとなった。
3作目では、企画者から一旦降板したが、別の担当者による企画が数ヶ月経っても全く進まないという事態が発生。やむを得ず企画者に戻ったものの、3回も開発中止の覚悟をするなど制作は難航した。3年半後、第3作であるKey初の全年齢対象作品『CLANNAD』が完成。結果的に麻枝作品の集大成ともなった同作は高い評価を受けた。しかし、『CLANNAD』のスピンオフ作品として比較的自由に作った『智代アフター 〜It's a Wonderful Life〜』は強烈な批判を受ける。麻枝本人も後年「ボッコボコにユーザーに叩かれた」と語っている。評価する声も決して少なくは無かったが、それ以上にバッシングが大きく、麻枝はショックのあまり1 - 2か月の休職に追い込まれた。復帰後は新人ライター・都乃河勇人の育成を兼ねて、『リトルバスターズ!』の企画、シナリオを手がけた。『月刊コンプティーク』2007年2月号にて休筆宣言をした際には「麻枝引退!」と騒がれたが、「『次は誰かにまかせます』くらいの気持ちで言った」として、シナリオライターとしての活動継続の可能性を示唆。その後アニプレックスの鳥羽洋典よりオリジナルアニメ企画への参加を依頼され、ピーエーワークス制作によるTVアニメ『Angel Beats!』が2010年4月から1クール（3ヶ月）アニメとして放送された。2009年10月には最後の本読みが終わり、この本読みを最後に再び休職に入ることを報告していたが、2010年11月12日に京都大学での講演で、『Angel Beats!』のゲーム化、シナリオ執筆業の再開が麻枝本人から発表された。2012年にピーエーワークスの堀川社長よりもう一度麻枝と作品制作をしたいとの依頼があり、再び脚本や劇中バンドの楽曲制作等で参加、2015年7月よりTVアニメ『Charlotte』が放送された。
2004年より『ヒビキのマホウ』で漫画原作にも挑戦している。麻枝は『ヒビキのマホウ』はルーツとも呼べる物語だと語っている。こちらは作画担当の依澄れいの都合により長期休載中であったが、2013年より連載再開し当初の構想とは異なるものの、単行本全六巻で完結している。
2016年2月29日、Twitterにて入院する旨をツイート。同年7月2日にTwitterを再開、特発性拡張型心筋症を患っており、その後第一種身体障害者心臓機能障害一級（心臓の機能の障害により自己の身辺の日常生活活動が極度に制限されるもの）となったことを公表するとともに、心臓移植が不可避の状態にあることを明らかにした。同時に、元来のうつ病の影響で、仕事以外への関心が薄いため、仕事に復帰することが望ましいと診断されたことも明らかにした
。
2015年秋ごろ『Charlotte』挿入歌『君の文字』歌唱担当の熊木杏里からオファーがあり、オリジナルアルバムの制作を開始、麻枝の入退院を挟み完成し、『Long Long Love Song』として2017年7月に発売する。また退院後にシンガーソングライターのひょんとユニットSatsubatsu Kidsを結成、2017年末のコミックマーケット93にてアルバム『Hikikomori Songs』を、2018年5月に一般流通盤『Hikikomori Songs』を発売する。加えてKeyの新作『Summer Pockets』にて原案と音楽を担当するなど様々な活動を続けている。
2019年11月28日に麻枝 准が原作・メインシナリオを手掛ける完全新作ゲーム『ヘブンバーンズレッド』がティザーサイトと同時に発表された。当初は2020年リリース予定となっていたが、後に延期が発表された。
2020年1月09日にVABLOG馬場隆博社長の記事『◆2020年の抱負など◆』にて「例のアイツが手がける情報未公開の作品については、今年ようやく発表になると思うのでよろしく！」と記載され新作オリジナルアニメを示唆された。その後、2020年5月10日に行われたニコニコ生放送にて、原点回帰をキーワードとした新作アニメ『神様になった日』が発表され、2020年10月から放送された。
2021年には、麻枝准が「純粋に書きたいものを初めて書いた」という初の小説「猫狩り族の長」が5月17日に発売された。
2022年2月10日、2020年リリース予定となっていた『ヘブンバーンズレッド』が正式リリースを開始した。

## 作品の特徴
泣きゲーのパイオニアとして知られる。最初期の『MOON.』の頃からシナリオにおける泣かせ要素に注目しており、ジャンルを『鬼畜サイコ涙腺弛まし系ADV』としていた。続く『ONE 〜輝く季節へ〜』は泣きゲーの始祖的存在として、後の作品に大きな影響を与えた。『MOON.』から数えて5作目となる『CLANNAD』で作風がほぼ確立。『電撃G's magazine』の美少女ゲームの人気投票で『CLANNAD』が1位に輝いた時、麻枝自身も「自分の中でもシナリオでは行き着くとこまで行っちゃって二度と超えられない壁になっている」とコメントしている。
テーマとして頻繁に取り上げられるのは「死」と「家族（及び家族に準じる集団）」とである。「死」は感動を呼びこむための要素として麻枝作品で度々使われる題材である。しかし「死」というテーマの陳腐化が否めないことに麻枝本人も悩んでおり、『Angel Beats!』では死後の世界を舞台と設定することで登場人物が全員物語開始時点で既に死亡してしまっているなどの設定が考案された。「家族」に関しては『AIR』までは母娘関係を取り上げていたが、近年は多人数間の友情を描く方向へとシフトしている（母娘関係を優先していたのは、出せるキャラクター数が限定されていたためである）。一方で、恋愛ゲーム、アダルトゲームのシナリオライターでありながら、恋愛描写、性的描写には殆ど重点を置かない。家族になる前の段階には興味がないとも述べている。
またシナリオライターとして久弥直樹の事を大変尊敬しており、『Kanon』や『Angel Beats!』などの雑誌やテレビのインタビューでも度々「自分にとって神・天才的存在」と発言しており、久弥がKeyを引退してから数年の間は「自分は一生Keyのファンには認められない。彼を超える事は一生できない」とプレッシャーを抱えながら努力と勉強の毎日だったらしい。
『CLANNAD』を発表してからはファンからの感想などにより自信が付き、ようやく自分も仲間に入れてもらえたように感じたと語っている。
麻枝に影響を与えた人物の一人に村上春樹がいる。高校生の頃に読んだ村上春樹作品、特に『世界の終りとハードボイルド・ワンダーランド』からは人生観が変わるほどの衝撃を受けた。その影響から「別の世界にいるもうひとりの自分」を想定し、それを作品に昇華させるようになったと語っている。。麻枝の作品でしばしば主人公がいる所とは別の幻想的な世界があるのは〔世界の終り〕のイメージによる影響である。また「えいえんのせかい」はかつて自身のウェブサイト名にタイトルを借りるほどこよなく愛するBTの「Flaming June」から生まれたと述べている。BTの『These Hopeful Machines』日本盤ブックレットにて『AIR』や『CLANNAD』に関しても同じでBTの音楽が「懐かしいのに知らない世界」という心象風景をもたらしてくれたと語っている。
そして麻枝本人が度々言及しているように、『ONE 〜輝く季節へ〜』『Kanon』で同僚のライターであった久弥直樹の影響も大きい。両作品発表当時は久弥は麻枝よりも評価が高かったため、麻枝は久弥のシナリオを徹底的に研究して自分の作風へと取り入れた。キャラクターに好物を設定して個性を演出するのはその一例である。キャラクターデザインに関して好きではないキャラは動かせないので、縦ロール、オールバック、眼鏡のキャラは書かない、Key作品に基本的に眼鏡のヒロインがいないのは自分の好みが原因と語っている。
具体的な作風としては、テキストの特異性が挙げられる。学生時代に文章よりも音楽を志向していたためか、テキストのニュアンスは小説やシナリオよりも作詞に近い。麻枝本人は文章が短いほどいいとしている他、ビジュアルノベルスタイルだと文章の下手さが目立つとしている。また、全く関係の無い2つの事項を組み合わせてギャップを作り、感動や笑いを演出する手法を得意としている。シナリオ全体におけるシリアスとギャグのギャップも激しい。麻枝の手法は業界でも独特のものであり、強固なオリジナリティを持つ反面、模倣が難しい。そのため、麻枝作品の二次創作はいまひとつ盛り上がらない傾向がある。ただし、07th Expansionのシナリオライターである竜騎士07のように、麻枝の手法を自分の作風に取り入れた者もいる。
『Angel Beats!』では初のアニメの脚本を手がけたが、アニメはあまり見ない方だと本人は語っており、アニメの声優にもあまり詳しくないとのこと。声優を選ぶ際にも、花澤香菜が売れっ子声優であることや、牧野由依が歌手としても実績があるということを知らなかったという。その一方で、櫻井浩美を気に入っている様子が自身の口からも多々語られている。
好きなアニメに、『Angel Beats!』の制作を担当したP.A. Worksの社長である堀川憲司が制作デスクとして関わった『無責任艦長タイラー』や、庵野秀明の『新世紀エヴァンゲリオン』を挙げており、特に『ヱヴァンゲリヲン新劇場版:破』をブログで絶賛している。

## 音楽活動
シナリオ担当だった『MOON.』制作時に音楽担当の折戸伸治に一曲書かせてほしいと頼んだことをきっかけに楽曲制作に携わるようになり、以降劇伴制作とKey Sounds Labelでの作詞、作曲活動を行っている。
代表曲として「鳥の詩」（ゲーム『AIR』のOP/作詞担当）、「夏影」（ゲーム『AIR』のBGM/作詞・作曲担当）、「小さなてのひら」（ゲーム『CLANNAD』のオーラスED/作詞・作曲担当）、「Light colors」（ゲーム『智代アフター 〜It's a Wonderful Life〜』のOP/作詞担当）、「Life is like a Melody」（ゲーム『智代アフター 〜It's a Wonderful Life〜』のED/作詞・作曲担当）、「時を刻む唄」（アニメ『CLANNAD 〜AFTER STORY〜』のOP/作詞・作曲担当）、「My Soul,Your Beats!」（アニメ『Angel Beats!』のOP/作詞・作曲担当）、「一番の宝物」（アニメ『Angel Beats!』の挿入歌/作詞・作曲担当）などが挙げられる。自身が脚本を担当したアニメ『Angel Beats!』では『Keep The Beats!』（作詞・作曲）、『Charlotte』では『Smells Like Tea, Espresso』（作詞・作曲）及び『ECHO』（作詞）といった劇中バンドのアルバムを制作している。
Keyに関連した仕事が多いが、「doll」「human」（アニメ『GUNSLINGER GIRL』2期のED、挿入歌/作詞・作曲担当）、「Seasons Come, Seasons Go」等、Keyとは直接の関係がないところで楽曲を提供することもある。またゲームとは独立した純粋な音楽作品も制作しており『Love Song』、『終わりの惑星のLove Song』、『Long Long Love Song』、『Hikikomori Songs』といったアルバムを発表している。
ボーカル曲は歌詞が高い物語性を有しており、一度聴いただけでは今一つピンと来ない「スルメ曲」が多い。その既存の音楽理論に則さない独特なメロディーラインや変拍子はファンから“麻枝節”と呼ばれている。そういった楽曲の作曲方法も独特で、鍵盤は使わずキーボードでステップ入力を用い、和音を決めてからでたらめに音を打ち込み、出来たものの中から良いメロディを「拾い上げ」、それを整えて曲にしていくといった作曲方法を用いる（麻枝本人はこの方法で自身の才能の枠を超えた曲を作れるという旨の発言をしている）。曲を書くときのハードルはメロディに課しており、どれだけ良い歌詞でもメロディが良くないと聴いてもらえないという理念を持って常に詩より先に曲をつくる。劇伴においてもメロディへのこだわりは強く、BGMであっても音楽単体でいい曲であることに越したことはない、雰囲気が切ないだけの曲よりもっといいメロディの曲が流れたほうが感動できるという考えで作曲している。一方で詩に対するこだわりが無いわけではなく、作詞とはいかに平凡な、誰にでも思いつく安易な歌詞を捨てて洗練された詩を作るかだと語っている。
作曲はTM NETWORK楽曲のバンド譜を打ち込むことで覚えた。大江千里の歌詞が好きで影響されており、作曲の師は小室哲哉で作詞の師は大江千里だと語っている。また、詩では二人称に「君」、一人称に「僕」を用いることが多い。外間隆史の世界観が好きで、女性ヴォーカルで一人称を「僕」と歌わせるのは彼がプロデュースしていた遊佐未森作品の影響による。
学生時代はTM NETWORKのほかにZABADAKを好んで聴いていた。学生時代からの友人である中川泰誠は「麻枝音楽はTM2割、小室2割、坂本龍一3割、ZABADAK2割、隠し味に尾崎豊1割」と語っている。
歌でステージに立つことを夢見ており、イベントで麻枝本人が自身の曲を歌唱したことがある。しかし、病気の影響で歌えなくなり、その夢をひょんに託す形でSatsubatsu Kidsを組んだ。Satsubatsu Kidsではギター担当としてステージに立った。

## その他
『MOON.』では企画、シナリオの他に久弥直樹と共にデモムービーを制作したが、フォトショップの使用方法が分からず、ペイントで制作したという逸話が残っている。
2020年5月10日、麻枝准がシナリオを書く『神様になった日』の宣伝を兼ねて、麻枝准を研究するWebサイトとして麻枝准研究所が公開された。

## 作品

### ゲーム
- MOON.（企画・脚本・音楽）
- ONE 〜輝く季節へ〜（企画・脚本）
- Kanon（脚本・音楽）
- AIR（企画・脚本・音楽）
- CLANNAD（企画・脚本・音楽）
- 智代アフター 〜It's a Wonderful Life〜（企画・脚本・音楽）
- リトルバスターズ!（企画・脚本・音楽）
- リトルバスターズ! エクスタシー（企画・脚本・音楽）
- クドわふたー（音楽監修）
- Rewrite（音楽・QC）
- Angel Beats! -1st beat-（企画・脚本・音楽）
- Summer Pockets（原案・音楽）
- ヘブンバーンズレッド（原案・脚本・音楽）

### オリジナルアニメ
- Angel Beats!（原作・脚本・音楽。制作はP.A.WORKS）
- Charlotte[49]（原作・脚本・音楽。制作はP.A.WORKS）
- 神様になった日（原作・脚本・音楽。制作はP.A.WORKS）

### 漫画
- ヒビキのマホウ（原作担当 作画：依澄れい）
- Angel Beats! Heaven's Door（原作担当 作画：浅見百合子）
- Angel Beats! -The Last Operation-（原作担当 作画：浅見百合子）

### 小説
- Official Another Story CLANNAD 光見守る坂道で（2005年11月25日 メディアワークス / 2020年4月30日 KADOKAWA【新装版】） - 涼元悠一、魁、丘野塔也と共著
  - 麻枝准執筆作品：勇気を出して / あのころの私 / 公子の日記 / 特別な夜 / おまじないのヒミツ / ふたりの思い出 / 先生の思い出 / 古河ベイカーズ再結成 / 町の思い
- Angel Beats! -Track ZERO-（2010年6月23日 アスキー・メディアワークス / 2020年4月30日 KADOKAWA【新装版】）
- 猫狩り族の長（2021年5月17日 講談社）

### 音楽
作曲
1. 陽のさす場所（『MOON.』）

作詞・作曲
- 彩菜 - Last regrets（『Kanon』主題歌）

作詞
- 彩菜 - 風の辿り着く場所（『Kanon』ED）

作曲
- 夢の跡（『Kanon』）
- 冬の花火（『Kanon』）
- 残光（『Kanon』）

作詞・作曲
- Lia - 青空（『AIR』挿入歌）

作詞
- Lia - 鳥の詩（『AIR』主題歌）
- Lia - Farewell song（『AIR』ED）

作曲
- 夏影 -summer lights-（『AIR』）
- 銀色（『AIR』）

作詞・作曲
- Lia - Natukage（Key Sounds Label）
- Lia - nostalgia（Key Sounds Label）

作詞
- みのもみな - 夏へ続く小径（Key Sounds Label）
- 藤田秀綱 - 春の午後、僕は長い旅をした（Key Sounds Label）
- みのもみな - Wrist（Key Sounds Label）
- 藤田秀綱 - Run（Key Sounds Label）

作詞・作曲
- Lia - Birthday Song, Requiem（Key Sounds Label）
- Lia - 恋心（Key Sounds Label）

作詞・作曲
- Lia - Spica（Key Sounds Label）
- Lia - Hanabi（Key Sounds Label）
- Lia - Moon（Key Sounds Label）

作詞
- riya - オーバー（『ソララド』-『CLANNAD』）※アニメ『CLANNAD』挿入歌
- riya - 少女の幻想（『ソララド』-『CLANNAD』）※アニメ『CLANNAD AFTER STORY』挿入歌
- riya - 一万の軌跡（『ソララド』 -『CLANNAD』）
- riya - 海鳴り（『ソララド』 -『CLANNAD』）
- riya - 空に光る（『ソララド』-『CLANNAD』）

作曲
- riya - 道しるべ（『Spice ghost』）

作詞・作曲
- riya - 小さなてのひら（『CLANNAD』ED）
- riya - 同じ高み（『CLANNAD』）
- riya - ひとひらの桜 （『CLANNAD』）

作詞
- riya - 木漏れ日（アニメ『CLANNAD AFTER STORY』挿入歌）
- riya - 風の少女（『CLANNAD』）

作曲
- 渚 （『CLANNAD』）
- 同じ高みへ（『CLANNAD』）
- 願いが叶う場所（『CLANNAD』）
- カントリートレイン（『CLANNAD』）
- 遙かな年月（『CLANNAD』）

作詞・作曲
- riya - 始まりの坂（Key Sounds Label）
- riya - 蒼の夢（Key Sounds Label）
- riya - 星なる石（Key Sounds Label）
- riya - 走る（Key Sounds Label）
- riya - 百年の夏（Key Sounds Label）
- riya - 僕らの恋（Key Sounds Label）
- riya - 灰色の羽根（Key Sounds Label）
- riya - グラモフォン（Key Sounds Label）
- riya - 神話（Key Sounds Label）
- riya - 氷時計（Key Sounds Label）
- riya - 折れない翼（Key Sounds Label）
- riya - そして物語が終わる（Key Sounds Label）
- riya - Love Song（Key Sounds Label）
- Lia - Life is like a Melody（『智代アフター 〜It's a Wonderful Life〜』ED）

作詞
- Lia - Light colors（『智代アフター 〜It's a Wonderful Life〜』OP）

作曲
- hope（『智代アフター 〜It's a Wonderful Life〜』）
- love song（『智代アフター 〜It's a Wonderful Life〜』）
- morning glow（『智代アフター 〜It's a Wonderful Life〜』）
- old summer days（『智代アフター 〜It's a Wonderful Life〜』）
- memories（『智代アフター 〜It's a Wonderful Life〜』）

作詞・作曲
- Lia - karma（Lia『dearly』収録曲）

作詞・作曲
- Rita - Little Busters!（『リトルバスターズ!』OP）
- Rita - Little Busters!-Little Jumper Ver.-（『リトルバスターズ!』ED）
- Rita - Song for friends（『リトルバスターズ!』ED）
- Rita - 遥か彼方（『リトルバスターズ!』挿入歌）
- 茶太 - だんご大家族（アニメ『CLANNAD』ED）
- 民安ともえ - 鈴の密かな恋の唄（『リトルバスターズ!』）
- 民安ともえ - Mission:Love sniper（『リトルバスターズ!』）

作詞
- 民安ともえ - じゅぴにゃー（『リトルバスターズ!』）

作曲
- RING! RING! RING!（『リトルバスターズ!』）
- 目覚めた朝に（『リトルバスターズ!』）
- れっつ・りたーん（『リトルバスターズ!』）
- BOYS DON'T CRY（『リトルバスターズ!』）
- ともしび（『リトルバスターズ!』）
- スローカーブ（『リトルバスターズ!』）
- Lia/多田葵 - 願いが叶う場所（『CLANNAD』）
- 榊原ゆい - 風花雪月（『ひまわりのチャペルできみと』）

作詞・作曲
- Lia/多田葵 - doll （アニメ『GUNSLINGER GIRL -IL TEATRINO-』ED）
- Lia - human（アニメ『GUNSLINGER GIRL -IL TEATRINO-』最終回ED）
- Lia - Saya's Song （『リトルバスターズ! エクスタシー』ED）
- Lia - 時を刻む唄（アニメ『CLANNAD AFTER STORY』OP）
- 霜月はるか - 風の理（『5 -ファイブ-』主題歌）
- 霜月はるか - 永遠（『5 -ファイブ-』ED）
- Lia - Soldiers（Lia『new moon』収録曲）

作曲
- 猫と硝子と円い月（『リトルバスターズ! エクスタシー』）
- 駆ける（『リトルバスターズ! エクスタシー』）
- glassware（『リトルバスターズ! エクスタシー』）
- Saya's Melody（『リトルバスターズ! エクスタシー』）
- チセコロ（『5 -ファイブ-』）
- have a stroll（『5 -ファイブ-』）
- 雪の子（『5 -ファイブ-』）
- 森の子（『5 -ファイブ-』）
- SensitiveSoul-Inst-（『5 -ファイブ-』）
- 冬の陽だまり-チセ-（『5 -ファイブ-』）
- 牧歌夢想（『5 -ファイブ-』）
- over the snow（『5 -ファイブ-』）
- 空の語り（『5 -ファイブ-』）
- 雲流れて（『5 -ファイブ-』）
- 雪の足跡（『5 -ファイブ-』）
- end of promise（『5 -ファイブ-』）
- perch-憩い-（『5 -ファイブ-』）
- soldiers（『5 -ファイブ-』）
- 悲しみの森（『5 -ファイブ-』）
- イルスカ（『5 -ファイブ-』）
- かの地の叫び（『5 -ファイブ-』）
- SensitiveSoul（『5 -ファイブ-』）
- 幻想風景（『5 -ファイブ-』）
- 冬の陽だまり-アルケ-（『5 -ファイブ-』）
- 霜月はるか - チセエク（『5 -ファイブ-』）
- 霜月はるか - 恋のままで（『5 -ファイブ-』）
- 霜月はるか - echo（『5 -ファイブ-』）
- 霜月はるか - proudness（『5 -ファイブ-』）
- 霜月はるか/片霧烈火/茶太/Rita - 銀の地図（『5 -ファイブ-』）
- 霜月はるか - 旅立つ鳥（『5 -ファイブ-』）

作詞・作曲
- 風音 - 沙耶の眠れるレクイエム（『リトルバスターズ! エクスタシー』）

作曲
- 民安ともえ - 猫と硝子と円い月（『リトルバスターズ! エクスタシー』）

作詞・作曲
- Lia - My Soul,Your Beats!（『Angel Beats!』OP）
- 多田葵 - Brave Song（『Angel Beats!』ED）
- karuta - 一番の宝物（『Angel Beats!』挿入歌）
- Girls Dead Monster - 一番の宝物 Yui ver.（『Angel Beats!』挿入歌）
- Girls Dead Monster - Crow Song（『Angel Beats!』挿入歌）
- Girls Dead Monster - Alchemy（『Angel Beats!』挿入歌）
- Girls Dead Monster - My Song（『Angel Beats!』挿入歌）
- Girls Dead Monster - Thousand Enemies（『Angel Beats!』挿入歌）
- Girls Dead Monster - Shine Days（『Angel Beats!』挿入歌）
- Girls Dead Monster - Little Braver（『Angel Beats!』）
- Girls Dead Monster - Rain Song（『Angel Beats!』）
- Girls Dead Monster - Highest Life（『Angel Beats!』）
- Girls Dead Monster - Answer Song（『Angel Beats!』）
- Girls Dead Monster - Morning Dreamer（『Angel Beats!』）
- Girls Dead Monster - Run with Wolves（『Angel Beats!』）
- Girls Dead Monster - 23:50（『Angel Beats!』
- Girls Dead Monster - Storm Song（『Angel Beats!』）
- Girls Dead Monster - Day Game（『Angel Beats!』）
- Girls Dead Monster - Last Song（『Angel Beats!』）
- Girls Dead Monster - Hot Meal（『Angel Beats!』）
- Girls Dead Monster - God Bless You（『Angel Beats!』）

作曲
- kanade（『Angel Beats!』）
- my most precious treasure（『Angel Beats!』）
- my heart（『Angel Beats!』）
- soul friends（『Angel Beats!』）

作詞・作曲
- Lia - pierrot（Key Sounds Label）
- 多田葵 - 渡りの詩（『Rewrite』ED）
- 多田葵 - CANOE（『Rewrite』ED、作詞は田中ロミオとの共作）

作曲
- 旅（『Rewrite』）

作詞・作曲
- Lia - hope -look up when i walk-（『IA/00』）
- IA - tale of the tree（『IA/01 -BIRTH-』）
- LiSA - 終わりのない歌（LiSA『LOVER"S"MiLE』収録曲）
- 麻枝准×やなぎなぎ - 終わりの世界から（『終わりの惑星のLove Song』）
- 麻枝准×やなぎなぎ - ふたりだけのArk（『終わりの惑星のLove Song』）
- 麻枝准×やなぎなぎ - Killer Song（『終わりの惑星のLove Song』）
- 麻枝准×やなぎなぎ - Flower Garden（『終わりの惑星のLove Song』）
- 麻枝准×やなぎなぎ - 無敵のSoldier（『終わりの惑星のLove Song』）
- 麻枝准×やなぎなぎ - 凍る夢（『終わりの惑星のLove Song』）
- 麻枝准×やなぎなぎ - Executionerの恋（『終わりの惑星のLove Song』）
- 麻枝准×やなぎなぎ - とある海賊王の気まぐれ（『終わりの惑星のLove Song』）
- 麻枝准×やなぎなぎ - 雪の降らない星（『終わりの惑星のLove Song』）
- 麻枝准×やなぎなぎ - 火吹き山の魔法使い（『終わりの惑星のLove Song』）
- 麻枝准×やなぎなぎ - Last Smile（『終わりの惑星のLove Song』）
- 麻枝准×やなぎなぎ - Heroの条件（『終わりの惑星のLove Song』、中川泰誠との共作）
- 麻枝准×やなぎなぎ - この惑星のBirthday Song（『終わりの惑星のLove Song』）
- 麻枝准×やなぎなぎ - きみのAirplane（『終わりの惑星のLove Song』未収録、コミックマーケット限定先行シングル『KILLER SONG』収録）
- Lia/茶太/Rita/多田葵 - 幸せになる番（ビジュアルアーツ大感謝祭入場特典マキシシングル）

作詞・作曲
- 鈴湯 - Boys be Smile（アニメ『リトルバスターズ! 〜Refrain〜』OP）
- 鈴湯 - 目覚めた朝にはきみが隣に（アニメ『リトルバスターズ! EX』ED）

作詞・作曲
- Lia - Heartily Song（『Angel Beats! -1st beat-』主題歌）
- Girls Dead Monster - Million Star（『Angel Beats! -1st beat-』初回特典）
- 麻枝准 - ひきこもりの唄
- Lia - Bravely You（『Charlotte』OP）
- 多田葵 - 灼け落ちない翼（『Charlotte』ED）
- 熊木杏里 - 君の文字（『Charlotte』挿入歌）
- How-Low-Hello - 楽園まで（『Charlotte』ED2）
- How-Low-Hello - 発熱デイズ（『Charlotte』挿入歌）
- How-Low-Hello - Not Be Found（『Charlotte』）
- How-Low-Hello - Rea l（『Charlotte』）
- How-Low-Hello - シンガーデイズ（『Charlotte』）
- How-Low-Hello - Dancin' on the Border（『Charlotte』）
- How-Low-Hello - Keep on Burnin'（『Charlotte』）
- How-Low-Hello - Hand with Blood（『Charlotte』）
- How-Low-Hello - 旅人（『Charlotte』）
- How-Low-Hello - 魅惑のビーム（『Charlotte』）
- How-Low-Hello - 走れ（『Charlotte』）

作詞
- 鈴湯 - すべての終わりの始まり（『Angel Beats! -1st beat-』ED）
- ZHIEND - Trigger（『Charlotte』）
- ZHIEND - Fallin'（『Charlotte』）
- ZHIEND - Let's Feel Good（『Charlotte』）
- ZHIEND - Blood Colour（『Charlotte』）
- ZHIEND - Scar on FACE（『Charlotte』）
- ZHIEND - Ray of Light（『Charlotte』）
- ZHIEND - Vanishing Day（『Charlotte』）
- ZHIEND - Adore（『Charlotte』）
- ZHIEND - Clouded Sky（『Charlotte』）
- ZHIEND - Live for You（『Charlotte』）
- ZHIEND - Heavy Rain（『Charlotte』）
- ZHIEND - Sinking Ships（『Charlotte』）
- ZHIEND - Feedback（『Charlotte』）

作曲
- Still here（『Angel Beats! -1st beat-』）
- Ufufu These（『Angel Beats! -1st beat-』）
- 勇気（『Charlotte』）
- 活動日誌（『Charlotte』）
- 春の日（『Charlotte』）

作詞・作曲
- Girls Dead Monster - Hungry Song（『Angel Beats! PERFECT VOCAL COLLECTION』）
- 熊木杏里 - End of the World（アニメ『Rewrite』OP2）
- 熊木杏里 - へたくそな唄（『End of the World』c/w）
- Satsubatsu Kids - Autumn Song

作詞・作曲
- 麻枝准×熊木杏里 - 僕らだけの星（『Long Long Love Song』）
- 麻枝准×熊木杏里 - Bus Stop（『Long Long Love Song』）
- 麻枝准×熊木杏里 - 小説家とパイロットの物語（『Long Long Love Song』）
- 麻枝准×熊木杏里 - Rain Dance（『Long Long Love Song』）
- 麻枝准×熊木杏里 - 約束の唄（『Long Long Love Song』）
- 麻枝准×熊木杏里 - きみだけがいてくれた街（『Long Long Love Song』）
- 麻枝准×熊木杏里 - tale of the tree（『Long Long Love Song』）
- 麻枝准×熊木杏里 - 銀色世界（『Long Long Love Song』）
- 麻枝准×熊木杏里 - 汐のための子守歌（『Long Long Love Song』）
- 麻枝准×熊木杏里 - Supernova（『Long Long Love Song』）
- 麻枝准×熊木杏里 - Love Songの作り方（『Long Long Love Song』）
- Rita - Gargantua（Rita×Key Memorial Best 『streak of light』）
- Satsubatsu Kids - Birthday Song=Requiem（『Hikikomori Songs』）
- Satsubatsu Kids - Honey Syrup（『Hikikomori Songs』）
- Satsubatsu Kids - Code Blue（『Hikikomori Songs』[『風の理』の改作]）
- Satsubatsu Kids - 神殺しの唄（『Hikikomori Songs』）
- Satsubatsu Kids - goodbye（『Hikikomori Songs』）
- Satsubatsu Kids - 終わったContents（『Hikikomori Songs』）
- Satsubatsu Kids - きみの記憶（『Hikikomori Songs』）

作詞・作曲
- Satsubatsu Kids - Question Time（『Hikikomori Songs』）
- rionos - ポケットをふくらませて（『Summer Pockets』グランドエンディング）

作曲
- Sea, You & Me（『Summer Pockets』）
- Sea, You Next（『Summer Pockets』）
- Sea, Your Memory（『Summer Pockets』）

作詞・作曲
- rionos - ポケットをふくらませて〜Sea, You Again〜（『Summer Pockets』Nintendo Switch版 グランドエンディング）
- 内田真礼 - Seasons Come, Seasons Go（内田真礼『you are here』収録曲）
- 麻枝 准×やなぎなぎ - Before I Rise（『ヘブンバーンズレッド』）
- 麻枝 准×やなぎなぎ - White Spell（『ヘブンバーンズレッド』）

作詞・作曲
- 七穂 - Never Let You Go!（アニメ『球詠』OP）
- 新越谷高校女子野球部（前田佳織里/天野聡美/野口瑠璃子/橋本鞠衣/永野愛理/北川里奈/富田美憂/宮本侑芽/本泉莉奈/白城なお） - プラスマイナスゼロの法則（アニメ『球詠』ED）
- 麻枝 准×やなぎなぎ - 君という神話（『神様になった日』OP）
- 麻枝 准×やなぎなぎ - Goodbye Seven Seas（『神様になった日』ED）
- 麻枝 准×やなぎなぎ - 宝物になった日（『神様になった日』挿入歌）
- 麻枝 准×やなぎなぎ - 夏凪ぎ（『神様になった日』挿入歌）
- 灰桜、鴉羽、月下 - 機械仕掛けの賛歌（『プリマドール』ティザー曲）

作曲
- Heroines（『神様になった日』）
- Library（『神様になった日』）
- 黄昏（『神様になった日』)
- 僕らの恋心 （『神様になった日』)

作詞・作曲
- 黒埼ちとせ(佐倉薫） - Beat of the night（『アイドルマスター シンデレラガールズ』CINDERELLA MASTER058）
- Girls Dead Monster - Awakening Song（『Awakening Song』）
- Girls Dead Monster - Girls Don't Cry（『Awakening Song』）
- Girls Dead Monster - Crow Blues（『Awakening Song』）

作詞
- ANANT-GARDE EYES - Song to Fly（ANANT-GARDE EYES『Songs to Fly』収録曲）

作詞・作曲
- 麻枝 准×やなぎなぎ - Everlasting Night（『ヘブンバーンズレッド』挿入歌）
- 麻枝 准×やなぎなぎ - Indigo in Blue（『ヘブンバーンズレッド』挿入歌）
- 麻枝 准×やなぎなぎ - Sad Creature（『ヘブンバーンズレッド』挿入歌）
- 麻枝 准×やなぎなぎ - 星の墓標（『ヘブンバーンズレッド』挿入歌）
- 麻枝 准×やなぎなぎ - きみの横顔（『ヘブンバーンズレッド』挿入歌）
- 麻枝 准×やなぎなぎ - Burn My Universe（『ヘブンバーンズレッド』挿入歌）
- 麻枝 准×やなぎなぎ - Light Years（『ヘブンバーンズレッド』挿入歌）
- 麻枝 准×やなぎなぎ - Particle Effect（『ヘブンバーンズレッド』挿入歌）
- 麻枝 准×やなぎなぎ - 銀河旅団（『ヘブンバーンズレッド』挿入歌）
- 麻枝 准×やなぎなぎ - インドラ（『ヘブンバーンズレッド』挿入歌）
- 麻枝 准×やなぎなぎ - 夏気球（『ヘブンバーンズレッド』挿入歌）
- rionos - After You Sleep（『ヘブンバーンズレッド』ED）
- She is Legend - Burn My Soul（『ヘブンバーンズレッド』挿入歌）
- She is Legend - Dance! Dance! Dance!（『ヘブンバーンズレッド』挿入歌）
- She is Legend - ありふれたBattle Song～いつも戦闘は面倒だ～（『ヘブンバーンズレッド』挿入歌）
- She is Legend - Pain in Rain（『ヘブンバーンズレッド』挿入歌）
- She is Legend - オーバーキル (『ヘブンバーンズレッド』挿入歌)
- She is Legend - 過眠症 (『ヘブンバーンズレッド』挿入歌)
- She is Legend - Before I Rise(Acoustic Ver.) (『ヘブンバーンズレッド』挿入歌)
- She is Legend - War Alive〜時にはやぶれかぶれに〜 (『ヘブンバーンズレッド』挿入歌)
- She is Legend -  Goodbye Innocence (『ヘブンバーンズレッド』挿入歌)
- She is Legend - 贅沢な感情 (『ヘブンバーンズレッド』挿入歌）※ XAIによるソロ歌唱
- She is Legend - 終末のヒーロー (『ヘブンバーンズレッド』挿入歌)
- She is Legend - Judgement Day (『ヘブンバーンズレッド』挿入歌)
- She is Legend - Muramasa Blade! (『ヘブンバーンズレッド』挿入歌)
- シャノワール（灰桜（和氣あず未）、鴉羽（楠木ともり）、月下（富田美憂）、箒星（中島由貴）、レーツェル（鬼頭明里）) - Tin Toy Melody （アニメ『プリマドール』OP）

作曲
- 31A is Here Ⅰ（『ヘブンバーンズレッド』）
- 31A is Here Ⅱ（『ヘブンバーンズレッド』）
- 銀時計（『ヘブンバーンズレッド』）
- Birthplace（『ヘブンバーンズレッド』）
- Get the Future（『ヘブンバーンズレッド』）

作詞・作曲
- 麻枝 准×やなぎなぎ - 幻想都市（『ヘブンバーンズレッド』挿入歌）
- 麻枝 准×やなぎなぎ - 死にゆく季節の君へ（『ヘブンバーンズレッド』挿入歌）
- 麻枝 准×やなぎなぎ - シヴァ（『ヘブンバーンズレッド』挿入歌）
- rionos - 恋心-Rest in Peace（『ヘブンバーンズレッド』挿入歌）※Lia歌唱ver.のアレンジ
- She is Legend - Arch of Light（『ヘブンバーンズレッド』挿入歌）
- She is Legend - Crow Song(SiL Ver.)（『ヘブンバーンズレッド』挿入歌）※Girls Dead Monster歌唱ver.のアレンジ
- She is Legend - シガチョコ（『ヘブンバーンズレッド』挿入歌）
- She is Legend - 放課後のメロディ（『ヘブンバーンズレッド』挿入歌）
- She is Legend - シガチョコ（『ヘブンバーンズレッド』挿入歌）
- She is Legend - 起死廻生（『ヘブンバーンズレッド』挿入歌）
- She is Legend - Autumn Howl（『ヘブンバーンズレッド』挿入歌）
- She is Legend - Heartbreak Syndrome（『ヘブンバーンズレッド』挿入歌）
- She is Legend - さよならの速度（『ヘブンバーンズレッド』挿入歌）
- She is Legend - 死にゆく季節でぼくは（『ヘブンバーンズレッド』）

作詞·作曲
- 麻枝 准×やなぎなぎ - Bougainvillea（『ヘブンバーンズレッド』挿入歌）
- 麻枝 准×やなぎなぎ - Sailing Ship (Broken Ver.)（『ヘブンバーンズレッド』挿入歌）
- 麻枝 准×やなぎなぎ - くそ暑い日の誓い（『ヘブンバーンズレッド』挿入歌）
- 麻枝 准×やなぎなぎ - ディベートソルジャー（『ヘブンバーンズレッド』挿入歌）
- 麻枝 准×やなぎなぎ - ワルキューレの叙事詩（『ヘブンバーンズレッド』挿入歌）
- 麻枝 准×やなぎなぎ - Welcome to the Front Line!（『ヘブンバーンズレッド』挿入歌）
- marina - 一番の宝物 (Crow Ver.)（『ヘブンバーンズレッド』挿入歌）
- 佐々木恵梨 - Seabird Song（『ヘブンバーンズレッド』挿入歌）
- She is Legend - Alchemy (SiL Ver.)（『ヘブンバーンズレッド』挿入歌）※Girls Dead Monster歌唱ver.のアレンジ
- She is Legend - 春眠旅団（『ヘブンバーンズレッド』挿入歌）
- She is Legend - World We Changed（『ヘブンバーンズレッド』挿入歌）
- She is Legend - 陽のさす向こうへ（『ヘブンバーンズレッド』挿入歌）※XAIによるソロ歌唱
- She is Legend - 闇夜のKomachi Vampire（『ヘブンバーンズレッド』挿入歌）
- She is Legend - ガラス越しのスペクタクル（『ヘブンバーンズレッド』挿入歌）
- She is Legend - Dear R. Heinlein（『ヘブンバーンズレッド』挿入歌）
- She is Legend - ヤになって閉ざしたハート（『ヘブンバーンズレッド』挿入歌）
- She is Legend - 美しい花咲く丘で（『ヘブンバーンズレッド』挿入歌）
- She is Legend - Come on baby!（『ヘブンバーンズレッド』挿入歌）
- She is Legend - Kone Kone Day By Day (AB! Ver.)（『ヘブンバーンズレッド』挿入歌）

作曲
- 牡丹（『ヘブンバーンズレッド』）
- ふたりだけの宇宙（『ヘブンバーンズレッド』）

作詞·作曲
- 麻枝 准×やなぎなぎ - 忘れられた線路（『ヘブンバーンズレッド』挿入歌）
- 麻枝 准×やなぎなぎ - Asian Soul（『ヘブンバーンズレッド』挿入歌）
- 麻枝 准×やなぎなぎ - さよならアーリーサマー（『ヘブンバーンズレッド』挿入歌）
- 麻枝 准×やなぎなぎ - Goodnight Seven Seas（『ヘブンバーンズレッド』挿入歌）
- 麻枝 准×やなぎなぎ - オールトの雲（『ヘブンバーンズレッド』挿入歌）
- 麻枝 准×やなぎなぎ - 太陽航路（『ヘブンバーンズレッド』挿入歌）
- She is Legend - Moon Day Real Escape（『ヘブンバーンズレッド』挿入歌）
- She is Legend - 白の呪文（『ヘブンバーンズレッド』挿入歌）
- She is Legend - Perfect Goodbye（『ヘブンバーンズレッド』挿入歌）※鈴木このみによるソロ歌唱
- She is Legend - 本能寺、ドレスコードで。（『ヘブンバーンズレッド』挿入歌）
- She is Legend - Melancholic Blue（『ヘブンバーンズレッド』挿入歌）
- She is Legend - This Game Needs Guns（『ヘブンバーンズレッド』挿入歌）